# Цонев, Бенё
Беньо Стефанов Цонев (болг.  Беньо Стефанов Цонев; 12 января 1863, Ловеч, Османская империя — 5 октября 1926, София, Царство Болгария) — болгарский языковед-славист, один из основателей болгарской филологии, специалист по истории болгарского языка, диалектолог и палеограф.

## Биография
Родился 12 января 1863 г. в Ловече. Окончил прогимназию в родном городе в 1876 г. Получал стипендию и окончил с отличием классическую гимназию в Загребе в 1884 г. Работал в 1884—1886 гг. учителем в духовной семинарии близ Лясковца и в Ломской гимназии. В 1886—1888 гг. изучал славистику в Венском университете у Ватрослава Ягича, после этого учился в Лейпциге у проф. А. Лескина. Доктор славистики, романистики и философии Лейпцигского университета (1890).

### Преподавательская деятельность
По возвращении в Софию читал лекции в университете (от 1890 г.) и преподавал в Софийской классической гимназии. С 1893 г. — доцент, а с 1895 г. — профессор Кафедры истории болгарского языка. Декан на Историко-филологическом факультете в 1897/98, 1905/1906, 1909/1910, 1912/1913, 1916/1917 учебных годах. Ректор Университета с 1910 г. С университетом связана основная научная и преподавательская деятельность Б. Цонева, читавшего лекции по истории болгарского языка и диалектологии. Член Болгарского литературного общества (предшественника Болгарской академии наук) с 1892 г. Действительный член БАН с 1900 г.

### Научно-исследовательская и творческая деятельность
Беньо Цонев известен главным образом как историк болгарского языка и исследователь болгарской диалектологии. Основная сфера его научных интересов — изучение связей между старославянским языком, сохранившимся в средневековых письменных источниках, и живыми говорами современного болгарского языка.
Из ранних работ Б. Цонева следует отметить его исследование «За ударението в българския език, сравнено с ударението в другите югоизточни славянски езици», делающее значительный вклад в изучение славянской акцентологии.
Главная цель, на достижение которой были направлена исследовательская энергия Беньо Цонева, — полное описание истории болгарского языка. В своей статье «Увод към историята на българския език» учёный определяет три главных задачи, стоящие перед болгарскими языковедами:

1. Установить, каким был болгарский язык в момент отделения от других родственных ему языков. 2. Как менялся и развивался болгарский язык на этапе самостоятельного существования. 3. Каков после всех изменений болгарский язык наших дней.

Оригинальный текст (болг.) „1. Да се установи какъв е бил българският език, когато се отделя от другите нему сродни езици. 2. Как се менява и развива българският език, докато живее отделно и само за себе си. 3. Какъв е сега българският език след всичките си менитби“
.
Подробные и точные ответы на эти вопросы содержат исследования Б. Цонева, создающие основы научного описания истории болгарского языка. Только первый том запланированного многотомного описания успел выйти при жизни учёного — в 1919 г. Многочисленные лингвистические и диалектологические работы Беньо Цонева были собраны и изданы после его смерти учениками и коллегами и составили второй и третий том сочинения «История на българския език». Фундаментальное исследование Цонева было продолжено и достойно завершено уже Ст. Младеновым.
Б. Цоневу принадлежат описания ряда известных в учёных кругах славянских рукописных собраний, а также издания множества древнеболгарских письменных памятников. В 1905 г. вышло его описание Кюстендилского четвероевангелия, а на следующий год (1906) обширное палеографическое и лингвистическое описание Добрейшева евангелия — среднеболгарской рукописи XIII века. Также Б. Цонев подготовил издание Врачанского евангелия XIII века.
Другая сфера научных интересов Беньо Цонева — кодикология и палеографические исследования славянских рукописей Средновековья и османского периода: им составлены описи рукописного собрания Рильского монастыря, рукописных и старопечатных книг, хранящихся в Национальной библиотеке святых Кирилла и Мефодия, в Народной библиотеке им. Ивана Вазова и библиотеке Болгарской академии наук, славянских рукописей Южнославянской библиотеки в Загребе, Государственной библиотеки в Берлине и других известных книгохранилищ.
В своих диалектологических исследованиях Б. Цонев рассматривал диалекты как первоисточник в интерпретации исторического развития языка, и средство обогащения и развития современного литературного языка. Большой заслугой исследователя является составление программы изучения болгарских говоров («Програма за изучаване на българските народни говори»), активизировавшей изучение диалектов в Болгарии и позволившей его ученикам описать диалекты многих населённых пунктов. Сам учёный в ходе многочисленных диалектологических экспедиций изучил ряд особенностей болгарской диалектной речи, впервые установил границы многих диалектов и произвёл классификацию говоров.
В годы Первой мировой войны Б. Цонев участвовал в Научной экспедиции в Македонию и Поморавье. В 1916, 1917 и 1918 годах Цонев изучал бытующие на территории Поморавья т. н. «переходные говоры». В 1918 г. он выступил с докладом, подводящим итоги этого исследования («Резултати от моите изследвания на моравските говори през 1916—1917 г.»), на основе которого впоследствии подготовил книгу «Произход, име и език на моравците», в которой высказана гипотеза о том, что моравский говор является периферийным западноболгарским говором как по своему происхождению, так и по языковым особенностям. По тому, на какой звук заменяется старославянский носовой гласный заднего ряда, Цонев делит диалекты на 5 групп: ъ-говоры (ръка, зъб, дъб, мъж), а-говоры (рака, заб, даб, маж), о-говоры (рока, зоб, доб, мож), е-говоры (река, зеб, деб, меж) и у-говоры (рука, зуб, дуб, муж). Также Цонев точно описал т. н. «ятову границу», разделяющую болгарскую языковую общность на два основных наречия — восточноболгарское и западноболгарское.
Ряд значимых работ Б. Цонева посвящён вопросам правописания и болгарского литературного языка. В них учёный высказывает мнение о том, как можно достичь благозвучия и выразительности в современной болгарской устной и письменной речи. Учёный участвовал в написании «Болгарского толкового словаря» — первого словаря, имевшего задачу описать во всей полноте лексическое богатство болгарского языка.
Характерной особенностью научной деятельности Б. Цонева является рассмотрение языкового развития в связи с литературной и творческой деятельностью известных болгарских книжников и писателей, таких как Паисий Хилендарский. В журналах и газетах XX века, и особенно в журнале «Български преглед», одним из редакторов которого был Цонев, публикуются статьи и рецензии по стилистике, поэтике, анализу произведений И. Вазова, П. Тодорова, Т. Влайкова и других болгарских писателей. В 1908 г. Цонев написал текст туристического марша «Песен походница».

### Общественная деятельность
Занятия и интересы Беньо Цонева не ограничивались только академической наукой. Он принимал активное участие в культурной жизни страны, редактировал журналы, издавал сказки, был талантливым переводчиком. Известны его многочисленные поэтические и прозаические переводы с русского, французского и сербохорватского языка. Он перевёл на болгарский язык произведения Эмиля Золя, Альфонса Доде, Виктора Гюго, П. Прадович и других зарубежных авторов.
Научная деятельность Цонева связана с болгарским языком в широком смысле слова — его историей, болгарской диалектологией, палеографией, грамматикой, орфографией, культурой речи. Как учёный, редактор, общественный деятель Беньо Цонев занимает видное место среди деятелей новой болгарской науки и культуры в период после Освобождения Болгарии от османского ига.

## Память

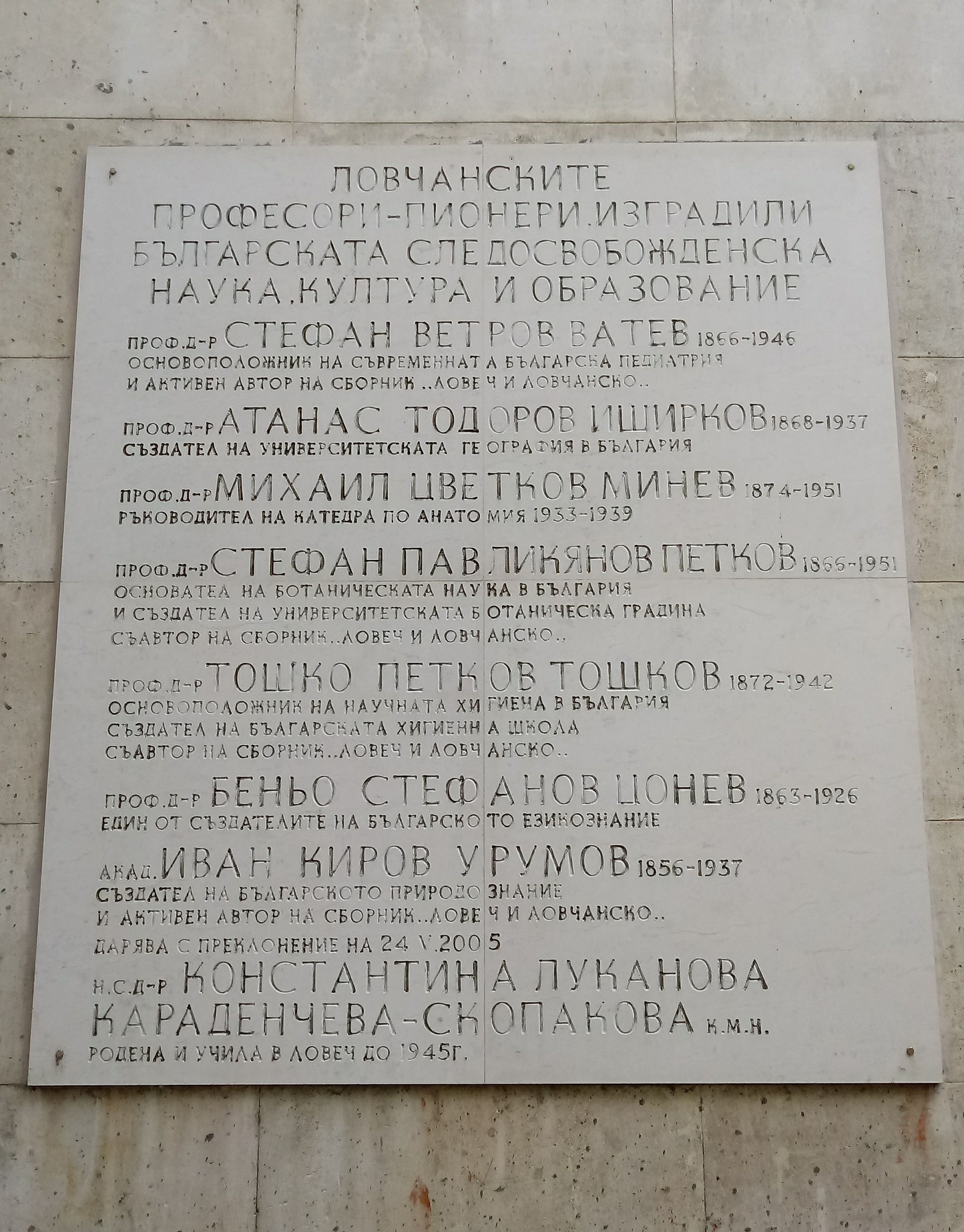
Памятная доска профессорам из Ловеча, проф. Стефан Ватев, Анастас Иширков, Михаил Минев, Стефан Петков, Тошко Петров, Беню Цонев, Иван Урумов, Константина Караденчева-Скопакова

В честь Б. Цонева названы улицы в Софии и Ловече. Региональная библиотека в Ловече носит имя учёного (Региональная библиотека им. проф. Б. Цонева).

## Избранные труды
- «За произхождението на ′Троянска притча′». — Сборник за народни умотворения, т. 7, 1892, с. 224—244.
- «Програма за изучаване на българските народни говори». — Сборник за народни умотворения, т. 16-17, 1900, с. 879—911.
- (изд.) Добрейшово четвероевангелие — среднобългарски паметник от XIII век. Български старини, том 1. София, 1906.
- Опис на ръкописите и старопечатните книги на Народната библиотека в София. Съст. Б. Цонев (Т. 1). София, 1910, също така т. 2 и т. 3. София.
- «Определени и неопределени форми в българския език. Ректорска реч, държана на 25.XI.1910». Годишник на Софийския университет. Историко-филологически клон VII (1910/11), с. 1-18.
- «Кирилски ръкописи и старопечатни книги в Загреб». — Сборник на Българската академия на науките, т. 1, 1911, с. 1-54.
- «От коя книжовна школа е излязъл Паисий Хилендарски». — Славянски глас, год. 10, 1912, кн. 5-6, с. 165—174.
- «Един важен дамаскин от XVII век». — Годишник на Софийския университет. Историко-филологически клон, т. 8-9, 1912/13, с. 1-5.
- (изд.) Врачанско евангелие. Среднобългарски паметник от XIII век. София, 1914.
- «Кои новобългарски говори стоят най-близо до старобългарски в лексикално отношение». — Списание на Българската академия, т. 11, 1915, с. 1-32.
- «Опис на ръкописите в Българската академия». — Сборник на Българската академия, т. 6, 1916, с. 1-86.
- Резултати от моите изследвания на Моравските говори през 1916-17 г., С., 1917.
- Произход, име и език на Моравците, С., 1918.
- История на българския език. Том първи. А. Обща част. София, 1919.
- «Езикови взаимности между българи и руси». Сборник А. К. Медведев. София, 1922, с. 35-51.
- «Книжовни старини от Елена». Годишник на Софийския университет. Историко-филологически клон. т. 19. 1923, с. 1-61.
- История на българския език. Том втори. А. Обща част. Б. Специални части (посмъртно издание под ред. на проф. Ст. Младенов). София, 1934.
- История на българския език. Том трети и последен. Б. Специални части (посмъртно издание под ред. на проф. Ст. Младенов). София, 1937.